# Музей науки

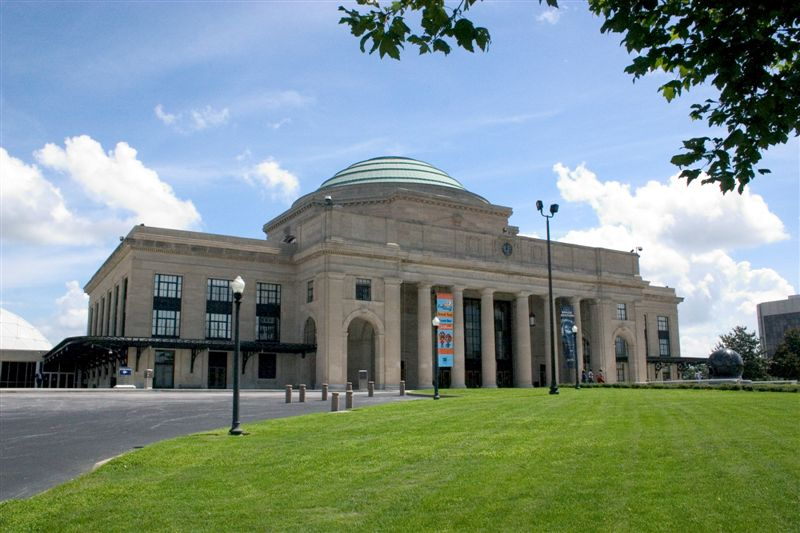
у Річмонді

Музей науки — музей, присвячений демонстрації наукових відкриттів, досягнень, експериментів та популяризації науки.
Традиційні музеї науки орієнтовані на статичне експонування предметів, пов'язаних з природною історією, палеонтологією, геологією, промисловістю тощо. Сучасним трендом є збільшення різноманітності вибору тим, у тому числі включення експонатів, що становлять цікаві наукові явища та інтерактивного компонента. Багато з сучасних музеїв науки включають демонстрацію технічних досягнень, і, таким чином, є також науково-технічними музеями.